# Britannia Deutschland
Britannia Deutschland GmbH was een Duitse luchtvaartmaatschappij die vakantievluchten uitvoerde, op charterdienstbasis, naar het Caribisch gebied, Afrika en het Middellandse Zeegebied. De maatschappij was onderdeel van het Engelse Britannia Airways.

## Geschiedenis
Britannia Deutschland is opgericht in 1997 door het Engelse moederbedrijf. Medio 2001 is men gestopt met vliegen onder de naam Britannia Deutschland.

## Vloot
Britannia Deutschland vloog met zes toestellen, die via het Engelse moederbedrijf zijn verkregen, alle van fabrikant Boeing.
Na het beëindigen van de bedrijfsvoering zijn alle toestellen retour gegaan naar het moederbedrijf in Groot-Brittannië.
| Type              | Registratie | Bouwjaar | In gebruik              | Vorige eigenaar   | 1e eigenaar | Overige eerdere eigenaren | Status            |
| ----------------- | ----------- | -------- | ----------------------- | ----------------- | ----------- | ------------------------- | ----------------- |
| Boeing 767-300 ER | D-AGYA      | 1995     | 02-11-1997 / 25-03-2000 | Britannia Airways | Britannia   | Garuda (lease)            | Returned to owner |
| Boeing 767-300 ER | D-AGYC      | 1996     | 17-04-1998 / 02-11-2000 | Britannia Airways | Britannia   |                           | Returned to owner |
| Boeing 767-300 ER | D-AGYH      | 1998     | 22-03-1999 / 27-04-2001 | Britannia Airways | Britannia   | Garuda (lease)            | Returned to owner |
| Boeing 767-300 ER | D-AGYE      | 1998     | 30-10-1998 / 29-10-1999 | Britannia Airways | Britannia   | Garuda (lease)            | Returned to owner |

Sommige toestellen werden in de slappe wintertijd verhuurd aan Garuda.